# Natapohn Tameeruks
Natapohn Tameeruks (RTGS: Nathaphon Temirak; Thai: ณฐพร เตมีรักษ์), surnommée Taewaew (ชื่อเล่น : แต้ว), née le 6 février 1989 à Bangkok, est une  actrice,, et mannequin thaïlandaise.

## Biographie
Dans Le Pensionnat (2006) réalisé par Songyos Sugmakanan, elle joue la belle majorette du film. Dans Nakee 2 (2018) réalisé par Pongpat Wachirabunjong, elle incarne la belle Reine serpent, qui apparaît brièvement, comme dans un rêve.
Dans la série télévisée historique Neung Daow Fah Diew (2018), c'est encore sa beauté qui est mise en avant, au cœur de l'histoire romantique.

## Filmographie

### Cinéma
- 2006: Le Pensionnat (เด็กหอ / Dek hor / Dorm / My School)
- 2008 : Hormones (ปิดเทอมใหญ่หัวใจว้าวุ่น / Pit Thoem Yai Hua Chai Wa Wun)
- 2018 : Nakee 2 (นาคี ๒)[8],[9],[10]

### Séries télévisées
- 2006 : Na Ruk (น่ารัก)
- 2008 : Sud Tae Jai Ja Kwai Kwa (สุดแต่ใจจะไขว่คว้า)
- 2011 : Plueng Toraphee (เพลิงทระนง)
- 2016 : Nakhee[11],[12] (นาคี)
- 2018 : Neung Daow Fah Diew[13] (หนึ่งด้าวฟ้าเดียว)
- 2019 : Rak Jang Oey (รักจังเอย)